# Hengel (vistuig)

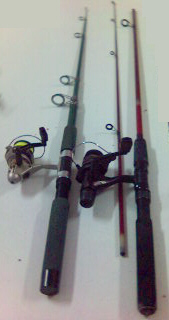
Een hengel.

Een hengel is een instrument dat gebruikt wordt om vissen te vangen. Een hengel bestaat in de basis uit een stok waarbij aan een van de uiteinden een lijn is bevestigd.
Hengels zijn er in veel uitvoeringen. Hengels kunnen onderverdeeld worden in vaste hengels en werphengels. Moderne hengels zijn van composietmaterialen zoals glasvezel of grafiet gemaakt, maar vroeger gebruikte men eenvoudige rieten en bamboe hengels.
Aan de lijn van de hengel is meestal een haak (met of zonder weerhaak) bevestigd waaraan de visser vooraf wat aas bevestigt. Als een vis het aas in de bek neemt kan de visser de hengel bewegen ('aanslaan') waardoor de vis vast komt te zitten aan de haak. De visser concludeert dat een vis het aas in de bek heeft genomen doordat een drijvertje aan de lijn (dobber) gaat bewegen of doordat de top van de hengel bewegingen maakt. Als de dobber ondergaat, slaat de visser aan en kan dan in het geval van een werphengel met behulp van de werpmolen de vis drillen om hem zo tot in het landingsnet te krijgen.

## Vaste hengel
Bij een vaste hengel ('vaste stok') is geen werpmolen aanwezig; de lijn zit, op een vaste lengte gemaakt, vast aan de top van de hengel en kan dus niet of nauwelijks langer zijn dan de hengel zelf, omdat de visser anders niet kan uitwerpen - hij moet de hengel zo hoog kunnen optillen dat het tuigje los komt van het water. Een dergelijk tuigje of 'sim' omvat meestal, vanaf de hengel gezien, een lijn van een bepaalde dikte, bijvoorbeeld 0,14 mm, een dobber, een aantal loodjes om de dobber op de goede hoogte in het water te laten drijven, en een haak met aas eraan. Een dikkere lijn breekt minder snel en raakt minder gauw in de war dan een dunne, maar wordt door de vissen eerder opgemerkt en verlaagt dus de kans op een beet. Er kan op verschillende diepten worden gevist door de dobber op de lijn te verschuiven. De grootte van de haak moet in overeenstemming zijn met de dikte van de lijn.

## Werphengel
Werphengels zijn er in verschillende maten, van zeehengels van 4 meter lang tot spinhengeltjes van krap anderhalve meter. De lijn van een werphengel is tientallen meters lang en zit op een werpmolen gerold. Een werpmolen heeft een beugel die in twee standen kan staan, waardoor de lijn of netjes wordt afgerold via een slipinrichting, of opgerold met een slinger, of bij het werpen ongehinderd zijdelings van de spoel kan worden getrokken, zonder enige weerstand met grote snelheid. Hierdoor wordt ver uitwerpen (tientallen meters) mogelijk, en kan bij diepe wateren ook op grotere diepte als de hengellengte gevist worden.
Het grote voordeel van een werphengel tegenover een vaste hengel is dat, mits alles mooi op elkaar staat ingesteld, er in feite met een onbreekbare lijn gevist wordt. Hiervoor dient de werphengel een progressieve buiging (geleidelijk oplopend in kracht) te bezitten, tot aan de werpmolen. Op het moment dat de volledige kracht van de lijn benut wordt, staat de hengel volledig krom en wordt de kracht die op de lijn gezet wordt opgevangen door de slipinrichting van de werpmolen. Deze slip geeft de lijn dan af terwijl toch een maximale weerstand op de vis uitgeoefend wordt. Hierdoor kan men met aanzienlijk fijnere lijnen vissen dan met een vaste hengel het geval is. Dit principe kan niet optimaal benut worden bij hengels waar enkel het topdeel buigt, zoals bij matchhengels het geval is.
Om een gehaakte vis tot in het landingsnet te krijgen, wordt deze met de werphengel en werpmolen gedrild: er ontstaat een gevecht tussen vis en hengelaar waarbij de vis vermoeid wordt via een constante druk van de hengel en indien nodig de slip, zodat hij veilig en wel tot in landingsnet gebracht kan worden. Doordat het drillen de vis vermoeit, kan deze rustig en veilig ontdaan worden van de haak, zonder het risico dat deze zichzelf verwondt door aan land een paniekreactie te vertonen. Dit is vooral bij grotere vissen van belang. Deze manier van vissen is vooral van toepassing bij de recreatieve sportvisserij, waar een maximaal plezier uit de vis wordt gehaald uit elke gevangen vis. Tevens laat deze methode toe de lijndikte tot een minimum te beperken zodat de vangkans aanzienlijk wordt vergroot, maar zonder een verhoogd risico op lijnbreuk, waar een vis met de haak in de bek blijft rondzwemmen.
Een werphengel is normaal gezien ontworpen om met een bepaalde lijndikte te gebruiken, waarbij de treksterkte van de lijn de doorslag geeft. Een dunnere lijn dan waarvoor de hengel ontworpen is zorgt voor risico op lijnbreuk tijdens het vissen omdat de overbrenging naar de molenslip nooit optimaal ingesteld kan worden, een dikkere lijn bemoeilijkt het werpen en vermindert de vangkans en zorgt bovendien voor risico op hengelbreuk. Om lijnbreuk te voorkomen dient de molenslip optimaal ingesteld te worden zodat een maximale kracht uitgeoefend wordt, met nog net genoeg reserve om de lijn/hengel-combinatie niet te overbelasten. Op die manier kunnen ook vissen die zwaarder zijn dan verwacht vaak succesvol geland worden, op voorwaarde dat er genoeg ruimte is om de vis niet te verspelen aan obstakels, zoals boomwortels of pijlers in het water. Het is belangrijk de juiste werphengel voor de juiste omstandigheden te gebruiken. Een lichtere hengel is altijd plezieriger tijdens de dril, geeft meer vangkans en werpt verder (vanwege de geringere luchtweerstand bij het gebruik van een dunnere lijn), maar het is belangrijk dat de te verwachten vis uit de obstakels gehouden kan worden.

### Kunstaashengels
De kunstaas-werphengel is een hengel specifiek voor het vissen met kunstaas, zoals spinners, lepels en pluggen. Specifiek aan deze hengels is dat ze tevens dienen als beetverklikker: indien een vis toegrijpt op het kunstaas, dient de hengel dit op gevoel, als een zenuw, door te geven aan de visser. Er kan onderscheid gemaakt worden tussen kunstaashengels voor lichte spinner en deze ontworpen voor gebruik met een plug of lepel.
Een kunstaashengel is ontworpen om een kunstaas mee uit te werpen, en het dan op gevoel terug binnen te vissen.

#### Spinhengel
Een spinner is een klein tot zeer klein roterend metalen blad met meestal een enkelvoudige haak. Soms wordt een spinner vervolledigd met een kunstvlieg. Het spinnen gebeurt met lichte tot ultra-lichte spinhengels, met een werpgewicht dat varieert van 2 tot 16 gram. De ultralichte modellen (werpgewicht tot 5 gram) worden vooral gebruikt om gericht op baars te vissen, maar aangezien grote vis ook klein aas neemt, wordt er tevens snoek en snoekbaars mee gevangen. Vanwege de lichte constructie van zulke spinhengel, is het haken van een vis een sensationele sport waarbij het principe van de werphengel ten volle wordt benut.
Naast spinners kunnen ook kleine lepels, lichte plugs, jigs, shads of ander licht kunstaas bevist worden met deze hengels, zolang ze maar het opgegeven werpgewicht niet overschrijden en/of niet te veel weerstand geven bij het werpen (luchtweerstand) of binnenvissen. Spinners zijn bijvoorbeeld altijd aanzienlijk lichter dan het maximale werpgewicht vanwege de weerstand die ze geven bij het werpen en binnenvissen.
Met zeer kleine spinnertjes kan men tevens witvis vangen zoals ruisvoorn of winde. Hiervoor worden hengels van ongeveer 2 gram werpvermogen gebruikt.

#### Plug- en lepelhengel
Een plug is in feite een nagemaakte natuurlijke prooi, meestal voorzien van 2 of 3 dreggen (drievoudige haak). Een lepel is een metalen blad, meestal voorzien van een enkele dreg, kleinere versies soms van een enkelvoudige haak. Het pluggen en lepelen gebeurt met kunstaashengels met een werpgewicht dat varieert van 20 tot 60 gram. De zwaardere hengels zijn tevens geschikt voor het kunstaasvissen met dood aas en shads en om kunstaas te trollen (het slepen achter een boot).

#### Baitcaster
Een baitcaster is in feite een plug- en lepelhengel ontworpen om te gebruiken met een draaiend reel, in plaats van met een werpmolen. Een draaiend reel levert vooral betere werpprestaties bij gebruik van zwaarder kunstaas met dikkere lijnen. In tegenstelling tot de gewone werpmolen, wordt de baitcaster bovenaan de hengel geplaatst en zijn de ogen van de hengel dus naar boven gericht. Soms wordt de baitcaster ook gewoon verkozen door de hengelaar omdat hij het vissen ermee leuker vindt dan met een dwars geplaatste werpmolen, maar omdat lichter vissen altijd meer sport en sensatie levert, komt de baitcaster het meest tot zijn recht voor het zwaardere werk.

### Vlokhengel
Een vlokhengel is een korte, zachte, progressief buigende werphengel, specifiek ontworpen om zacht aas, zoals een broodvlok, te kunnen werpen zonder dat dit van de haak vliegt tijdens de worp. Het zijn zeer lichte hengels, gemaakt voor dunne lijnen, waar voornamelijk mee op voorn gevist wordt. Omdat er zeer actief wordt gevist, en zeer gericht mee geworpen varieert de lengte van ongeveer 2m tot 2,70m. Vlokhengels zijn zeer specifieke hengels ontworpen voor de wateren van de België en Nederland. Daarom zijn ze zeer moeilijk te krijgen, men dient ze te zoeken bij een hengelbouwer.
Met de vlokhengel wordt vooral op half water gevist met behulp van een kleine dobber als beetverklikker. Men kan er een zeer gering gewicht gemakkelijk tot 20m ver mee werpen om zo de zeer schuwe grotere voorns te verleiden tot een aanbeet. De lijndikte varieert van 10/00 tot 16/00 wat ongeveer overeenkomt met een treksterkte van 0,6kg tot 1,5kg.

### Brasemhengel
De brasemhengel is een lange, zachte, progressief buigende werphengel, specifiek ontworpen om licht aas, met een lichte dobber over een ruime afstand van de kant te werpen. Daar bevindt zich namelijk de grootste en schuwste brasem. De lengte varieert van 2,70m tot 3,80m om op grotere afstand en diepte toch nog goed een haak te kunnen zetten. De hengel is zeer licht en zacht, om met dunne lijnen de brasem tot een aanbeet te krijgen, en om van deze toch luie vis toch nog een sportvis te maken. Net zoals de vlokhengel zijn dit zeer specifieke hengels die je enkel kan vinden bij hengelbouwers in Nederland of België.
De sterkere brasemhengel wordt ook gebruikt om op zeelt te vissen, en voor de ultralichte karpervisserij. Met brasemhengel wordt vooral op de bodem gevist met behulp van een vaste dobber of schuifdobber als beetverklikker. De lijndikte voor deze werphengels varieert net zoals de vlokhengels van 10/00 tot 16/00.

### Karperhengel
Omdat de karper een zeer sterke vechter is die tot 51,2 kg kan uitgroeien, worden hier specifieke hengels voor gebouwd. Omdat de karper snel beïnvloed wordt door hengeldruk en de lijndikte een grote rol speelt bij de vangst, is het zeer belangrijk dat dit progressief buigende hengels betreft, zodat toch gebruik gemaakt kan worden van relatief dunne lijnen. Karperhengels komen er in twee soorten: de karper-schuifloodhengels en de karper-penhengels. De schuifloodhengels worden gebruikt om op grote afstand op karper te vissen met een opgespannen of een bijna opgespannen lijn. De penhengels dienen om fijner op karper te vissen op betrekkelijk kleine afstanden, tot net onder de hengeltop, met behulp van een dobber.
De arbeidskracht van karperhengels wordt meestal uitgedrukt in lbs. Dit is het gewicht dat nodig is om de hengel te laten buigen in een hoek van 90°. Bij de betere karperhengels wordt ook de geschikte lijndikte vermeld, net zoals bij andere werphengels het geval is.

#### Karper-penhengel
Omdat een dobber licht is van gewicht en omdat karper vaak net onder de kant wordt bevist, zijn penhengels voor de karper aanzienlijk lichter gebouwd dan de schuifloodhengels. Hun arbeidskracht varieert van 1 lbs tot 2 lbs. Een hengel van 1 lbs is een lichte karper-penhengel, geschikt voor water met kleinere karper en/of zeer weinig of geen obstakels waar de vis in of achter kan zwemmen. Hier kan de vis rustig uitgedrild worden. Zulke hengels zijn over het algemeen geschikt voor lijndiktes van ongeveer 20/00. Een hengel van 2 lbs is een zware penhengel en is nodig op wateren met grote karpers en waar zich gevaarlijke obstakels bevinden in de nabijheid van het aas. Hierbij moet de karper soms direct afgeremd worden, opdat die zich niet zou vastzwemmen of de lijn zou afsnijden achter een obstakel. Hier horen meestal lijnen op thuis van ongeveer 30/00. De meest courante penhengels in de handel hebben een kracht van 1,5 tot 1,75 lbs gespecificeerd.
Voor het vissen op de meer gecultiveerde, commerciële visvijvers, waar ook karpers van beperkt formaat rondzwemmen, wordt soms ook gebruikgemaakt van een hengel van rond de 0,75 lbs. Zulke hengel levert tevens nog plezier aan de grote brasem en de zeelt.
Karper-penhengels zijn meestal naar de langere kant, van 3,70m tot 4,10m, soms nog langer en hebben een groot aantal geleide-ogen, variërend van 10 tot 13 stuks, om de juiste weerstand te leveren en de kracht mooi over de progressief buigende hengel te verdelen. Voor specifieke omstandigheden, of voor wie dat prettiger vindt, zijn er ook kortere hengels van bijvoorbeeld 3,30m.

#### Karper-ledgerhengels
Het karpervissen met een schuiflood is een zeer populaire visserij. De hengels variëren meestal van 2,5 lbs tot 3 lbs, en er horen nylonlijnen op thuis tot 35/00. Ze worden meestal gebruikt om uitsluitend de grootste exemplaren te haken, over het algemeen over een grote afstand. Hun arbeidskracht is meer toegespitst op de mogelijkheid een schuiflood van 40 tot 80 g en meer over een behoorlijke afstand te projecteren, als om de werkelijke kracht van een karper op te vangen. Een schuifloodhengel of ledgerhengel voor de karper is bijna altijd 3,60m lang, al zijn er ook kortere modellen voor specifieke doeleinden beschikbaar. De meeste karper-schuifloodhengel in de handel hebben 6 of 7 geleide-ogen, in feite is dit te weinig voor een hengel van 3,60m, maar dit drukt sterk de fabricagekosten van deze populaire hengels. Ten onrechte worden aan dit gebrek aan juiste oogverdeling vaak betere werpeigenschappen toegeschreven, in werkelijkheid wordt de lijn tijdens de worp minder efficiënt in een rechte lijn geduwd, wat juist meer luchtweerstand op de lijn als gevolg heeft.
Vaak wordt de nylon lijn hier vervangen door gevlochten lijnen zonder rek, om over grote afstand toch nog voeling te hebben met de vis. Deze hebben tevens een aanzienlijk kleinere diameter om tot dezelfde treksterkte te komen, die ook nodig is omdat de gevlochten lijn niet doorzichtig is. Omdat de beetregistratie over zulke afstand minder fijn is, en de lijn meestal toch een stuk zichtbaarder is dan bij het fijnere penvissen, wordt er veel aandacht besteed aan de aasaanbieding die gebeurt door middel van een onderlijn of 'rig'. In combinatie met het schuifloodsysteem zijn deze rigs zelfhakend. Lijnen zonder rek vangen minder goed schokken op, waardoor de treksterkte van zulke lijn in feite hoger moet zijn dan bij het gebruik van klassiek nylon, ook schuren gevlochten lijnen gemakkelijker door bij obstakels. Daarom worden soms vraagtekens gesteld bij het werkelijke nut van gevlochten lijnen, die meestal toch aanzienlijk duurder zijn.
Vaak wordt er aan nachtvissen gedaan waarin gekampeerd wordt in een tentje. Als beetverklikker gebruikt men een systeem op lawaai, dat begint te piepen zodra de lijn beweegt. Soms worden sessies gedaan van meerdere dagen en nachten om tot succes te komen. Meestal worden op deze manier aanzienlijk minder karpers gevangen dan met de penhengel, wel lijkt het er op dat deze manier goed werkt om de allergrootste exemplaren te vangen. Het is een zeer passieve visserij. Het formaat van vis gevangen op deze wijze is de grootste reden dat deze tak van karpervissen zo populair is. Deze populariteit zorgt er wel voor dat er heel wat minderwaardig materiaal op de markt is. Door de passiviteit van dit vissen, wat zelden gepropageerd wordt, zie je ook enorm veel karpermateriaal op de tweedehandsmarkt. De lange wachttijden om een vis te vangen, als dat al gebeurt, zorgen vaak voor grote teleurstelling op termijn bij beginnende vissers die zonder voorgaande viservaring op het karpervissen springen, verleid door foto's van monstervissen.
Via visuele beetverklikkers, zoals bijvoorbeeld een monkey climber, of een hanger, kan men toch redelijk geraffineerd vissen op deze methode, en indien nodig of gewenst, zelf de haak zetten. Hierbij kunnen ledgerhengels gebruikt worden die lichter zijn, van 1,75 lbs tot 2,25 lbs, waardoor er meer dril-sensatie overblijft. Tevens zijn er ook extra zware karperhengels, geschikt voor extra lange afstanden, of in water met sterkere stroming (dus met zwaarder lood), met een vermogen van 3 lbs tot 4 lbs.
Voor het voederen op grote afstand wordt vaak een spod met spodhengel gebruikt. Spodhengels hebben een vermogen tot 5 lbs. Ook tele-geleide bootjes zijn populair bij karpervissers om de vis te voederen of de lijn naar de juiste plek te brengen, in plaats van uit te werpen met de hengel.

### Vliegenhengel
De vliegenhengel is een specifiek soort werphengel met een bijzondere constructie. Er wordt gevist met een drijvende, langzaam zinkende of snel zinkende lijn met aan het eind een kunstvlieg, zonder dobber, die op het wateroppervlak blijft liggen en door vissen van het oppervlak wordt gepakt, wat door de visser wordt gezien. Op de vliegenhengel gebruikt men geen gewone werpmolen, maar een vliegenreel. Zowel de vliegenhengel, als de drijvende vliegenlijn, als de vliegenreel dienen op elkaar afgesteld te zijn. Bij vliegen hengels wordt dit uitgedrukt in een aftma-waarde, hoe lager, hoe lichter en hoe hoger, hoe zwaarder.
Het vissen met een vliegenhengel is een zeer aparte techniek, aangezien een bijna gewichtsloos aas meters verder op een gerichte plaats aangeboden moet worden. Klassiek wordt de vliegenhengel gebruikt om op zalm en forel te vissen op snelstromend water, maar in de loop der jaren is hij ook in gebruik geraakt voor het vissen op onder andere voorn en snoek op stilstaand water.

### Matchhengels
De matchhengel is een verzamelnaam voor in Engeland ontwikkelde types hengel waarmee het aas wel wordt uitgeworpen, maar die zo gebruikt wordt dat hij in feite niet volledig te vergelijken is met een gewone werphengel zoals die gekend is in België en Nederland. Veel matchhengels zijn, net zoals een vaste hengel, gebouwd met een buigend topdeel. Het achterste deel buigt amper mee. Deze constructie is specifiek ontworpen om naast op stilstaand water, ook op stromend water te vissen, omdat men dan met een lichte progressieve werphengel zeer moeilijk, tot onmogelijk een vis kan binnenhalen vanwege deze stroming. Een vis heeft in het water een neutraal gewicht, waardoor eenmaal de vis is uitgeput, deze met zeer geringe kracht tot de kant kan worden gebracht. Een sterk stromende rivier oefent te veel kracht op de vis uit om deze optimaal binnen te halen met een lichte progressief buigende hengel. De specifieke topbuiging van zulke matchhengel lost dit probleem op. Nadeel is dat met dit buigingspatroon geen optimale overbrenging naar de molenslip mogelijk is. Hierdoor wordt het effect van de 'onbreekbare lijn' van de progressief buigende werphengel tenietgedaan ten voordele van meer 'takelkracht'.
Matchhengels met enkel een topbuiging worden naast op stromend water, ook vaak elders gebruikt bij het wedstrijdvissen op stilstaand of zwak stromend water, om zo de vissen sneller in het net te krijgen. Het  Engelse water, dat ofwel stroomt, ofwel pas na een redelijke afstand van de kant enige diepte bereikt, zodat een vaste hengel enorm lang zou moeten zijn, ligt aan de basis van de ontwikkeling van de verschillende typen matchhengels.
De matchhengels wijst niet op één specifiek type hengel. Er zijn verschillende typen dobber-matchhengels (floathengels) en schuiflood-hengels (ledgerhengels). Onder deze laatste behoort ook de feederhengel. Verschillende matchhengels worden ontworpen om op verschillende soorten water te vissen, meer dan dat ze gemaakt zijn om op verschillende soorten vis te vissen en uit elke soort een zo groot mogelijke sport te puren.
Matchhengels worden gewoonlijk met een variatie aan lijndiktes gebruikt, afhankelijk van de omstandigheden en de te verwachten vis. Om lijnbreuk te voorkomen wordt een zwaardere lijn gebruikt en/of er wordt voorzichtiger binnengehaald. Soms wordt met de molenslip gespeeld tijdens het binnenhalen indien een zwaardere vis dan verwacht werd gehaakt. Het gebruik van te zware lijnen houdt een zeker risico op hengelbreuk in.